# Alt-Tegel (metrostation)
Alt-Tegel is een station van de metro van Berlijn, gelegen onder de Berliner Straße nabij de oude dorpskern van het Berlijnse stadsdeel Tegel. Het metrostation werd geopend op 31 mei 1958, aanvankelijk onder de naam Tegel, en is sindsdien het noordelijke eindpunt van lijn U6. Het 300 meter ten zuidoosten van station Alt-Tegel gelegen S-Bahnstation Tegel geldt als officiële overstapmogelijkheid, die ook op kaarten wordt weergegeven. Beide stations zijn evenwel niet fysiek met elkaar verbonden.
Reeds tijdens de bouw van de Nord-Süd-U-Bahn, de huidige U6, in de jaren 1920 bestonden er plannen de lijn door te trekken richting Tegel. In 1929 begon men ten noorden van het toenmalige eindpunt Seestraße met de bouw van een tunnel ter voorbereiding op deze verlenging, maar vanwege de economische crisis kwamen de werkzaamheden al snel stil te liggen. Na de Tweede Wereldoorlog werden de plannen weer actueel. In West-Berlijn voorzag men een grootschalige uitbreiding van het metronet en men besloot de noordelijke verlenging van lijn C (U6) als eerste te realiseren. De bouw van het 6,9 kilometer lange traject naar het centrum van Tegel begon in oktober 1953. De opening van de lijn geschiedde in twee etappes. Het tracé tot Kurt-Schumacher-Platz kwam in gebruik op 3 mei 1956; een jaar daarvoor was men met de aanleg van de tweede etappe begonnen. Op 31 mei 1958 bereikte de lijn ten slotte zijn nieuwe eindpunt Tegel. Het traject werd geopend door de toenmalige West-Berlijnse burgemeester Willy Brandt. De verlenging ging gepaard met een grootschalige reorganisatie van het stadsvervoernet in het noorden van Berlijn, waarbij enkele tramlijnen verdwenen.
Het metrostation Tegel werd net als de overige stations op het noordelijke deel van de U6 ontworpen door architect Bruno Grimmek. Het station is met zijn geknikte, licht welvende dak, zeshoekige zuilen en met lichtblauwe tegels beklede wanden een typisch voorbeeld van Grimmeks stijl, die ook op het oudste deel van de U9 goed vertegenwoordigd is. Aan beide uiteinden van het eilandperron leiden trappen naar een tussenverdieping met diverse uitgangen naar de straat. Ten noorden van het station bevindt zich een viertal keersporen, die een hoge treindichtheid mogelijk maken.
Het station, dat de monumentenstatus bezit, onderging in de loop der jaren weinig aanpassingen. Op 31 mei 1992 kreeg station Alt-Tegel zijn huidige naam.
Begin 2006 begon de bouw van een lift in het voorheen alleen met trappen te bereiken station. In oktober 2006 waren de werkzaamheden voltooid. De lift leidt rechtstreeks van het perron naar de middenberm van de Berliner Straße, die tegelijkertijd heringericht werd. Hierdoor verbeterde ook de overstap op diverse buslijnen.